# Oderberg

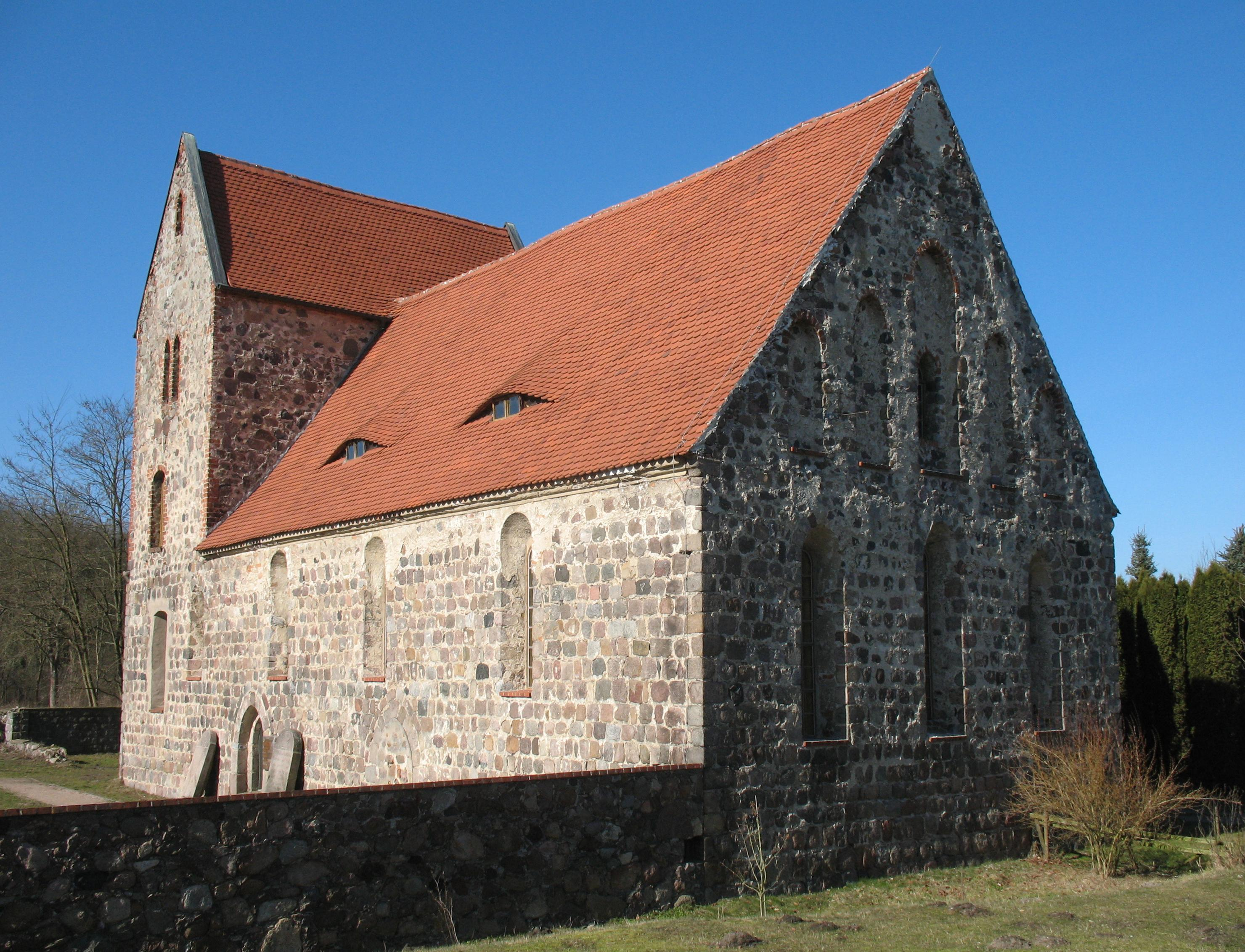
Chiesa a Neuendorf

Oderberg è una città di 2 107 abitanti del Brandeburgo, in Germania.

Appartiene al circondario del Barnim ed è parte dell'Amt Britz-Chorin-Oderberg.

## Società

### Evoluzione demografica
- Sviluppo della popolazione dal 1875 entro gli attuali confini (Linea Blu: Popolazione; Linea puntata: Confronto dello sviluppo della popolazione dello stato del Brandeburgo; Sfondo grigio: Ai tempi del governo nazista; Sfondo rosso: Al tempo del governo comunista)

| Anno | Abitanti |
| ---- | -------- |
| 1875 | 4 200    |
| 1890 | 4 466    |
| 1910 | 3 924    |
| 1925 | 3 398    |
| 1933 | 3 418    |
| 1939 | 3 710    |
| 1946 | 3 974    |
| 1950 | 4 424    |
| 1964 | 4 101    |
| 1971 | 3 977    |
| 1981 | 3 323    |

| Anno | Abitanti |
| ---- | -------- |
| 1985 | 3 147    |
| 1989 | 3 123    |
| 1990 | 3 078    |
| 1991 | 3 010    |
| 1992 | 2 928    |
| 1993 | 2 897    |
| 1994 | 2 898    |
| 1995 | 2 884    |
| 1996 | 2 880    |
| 1997 | 2 822    |

| Anno | Abitanti |
| ---- | -------- |
| 1998 | 2 798    |
| 1999 | 2 760    |
| 2000 | 2 738    |
| 2001 | 2 647    |
| 2002 | 2 632    |
| 2003 | 2 589    |
| 2004 | 2 552    |
| 2005 | 2 491    |
| 2006 | 2 410    |
| 2007 | 2 348    |

| Anno | Abitanti |
| ---- | -------- |
| 2008 | 2 267    |
| 2009 | 2 229    |
| 2010 | 2 160    |
| 2011 | 2 190    |
| 2012 | 2 172    |
| 2013 | 2 143    |
| 2014 | 2 165    |
| 2015 | 2 199    |
| 2016 | 2 185    |
| 2017 | 2 171    |

| Anno | Abitanti |
| ---- | -------- |
| 2018 | 2 166    |
| 2019 | 2 170    |
| 2020 | 2 134    |

Fonti dei dati sono nel dettaglio nelle Wikimedia Commons..